# 僑洋國際控股
僑洋國際控股有限公司，簡稱僑洋國際控股（英語：KEEN OCEAN INTERNATIONAL HOLDING LIMITED，港交所：8070），在2000年，由主席鍾志恆、袁偉棠等人，於香港（總部）成立「僑洋實業有限公司」。
業務在全球經營生產、設計及銷售各式各類變壓器、電線線圈等。
股份在2016年2月24日於港交所創業板上市。配售價為0.6港元，配售股份為6000萬股，集資額為3600萬港元。

## 外部連結
- keenocean.com.hk （页面存档备份，存于）